# Museo del turrón
Il Museo del Turrón ("museo del torrone" in spagnolo) è un museo che raccoglie la storia e la tecnologia utilizzata per preparare il torrone e il marzapane nella città spagnola di Jijona, nella Comunità Valenciana. Si intreccia inoltre con la storia della città stessa, famosa per la produzione dei suoi dolci natalizi (in particolare il torrone).
Situato nella fabbrica che produce i torroni della marca El Lobo e 1880 (quest'ultimo famoso per essere "il torrone più caro del mondo", slogan promozionale che usa da decenni), venne creato come piccolo museo negli anni sessanta da Juan Antonio Sirvent Selfa insieme al figlio Juan Antonio Sirvent Arroyo, con la consulenza di José López Mira. Nonostante all'epoca fosse comune per le fabbriche di torrone della zona adibire una loro parte alla divulgazione culturale dei loro dolci, questo museo è oggi l'unico rimasto a Jijona, dopo essere cresciuto fino al livello attuale.
Esso si dipana su tre piani:
1. piano superiore: sala video che spiega la storia e la fabbricazione del torrone, sala che raccoglie i macchinari usati per la prima lavorazione delle materie prime (mandorle, uova, zucchero, miele)
2. piano intermedio: sala che raccoglie i macchinari usati per il processo di fabbricazione dei torroni e del marzapane
3. piano inferiore: sala che raccoglie tutto ciò che riguarda la commercializzazione dei prodotti (pacchetti, pubblicità ecc.)

Durante il periodo pre-natalizio, inoltre, è possibile osservare come avviene la lavorazione del torrone nella fabbrica da vetrate al piano superiore.